# Metaplasi
Metaplasi är en (pato)fysiologisk process i cellvävnader där en mogen differentierad cellform ersätts av en annan mogen differentierad cellform. Metaplasi triggas oftast av miljöfaktorer. Exempel på metaplasier är skivepitelmetaplasi i livmoderhalsen eller lungorna hos rökare och glandulär metaplasi i matstrupen. 
Med andra ord försvinner mogen yttre vävnad från en del av kroppens yta samtidigt som den "invaderas" av en annan. Detta leder till att vävnaden på den platsen får andra egenskaper. Livmoderhalsgångens yta har normalt ett slembildande cylindriskt epitel, vid metaplasi ersätts detta med flerskiktat plattepitel och den slembildande funktionen uteblir. Samma gäller bronkerna hos rökaren då de utsätts för retningarna från tobaksröken. Vid metaplasi i matstrupen ersätts plattepitel å andra sidan med slembildande cylinderepitel och strukturen hos strupens yta påminner om tarmen. Metaplasier kan vara förstadier till cancer men behöver inte vara det.  
Intestinal metaplasi kan, enligt Läkemedelsboken, vara ett förstadium till magsäckscancer (adenocarcinom).